# Jim Cartwright
Jim Cartwright, född 27 juni 1958 i Farnworth i Lancashire (i nuvarande Greater Manchester), är en brittisk dramatiker.

## Biografi
Jim Cartwright lämnade skolan som 16-åring och utbildade sig senare till skådespelare vid Royal Central School of Speech & Drama i London. Han debuterade som dramatiker 1986 med pjäsen Road på Royal Court Theatre i London, i regi av Simon Curtis och med bland andra Ian Dury. Pjäsen vann George Devine Award, Plays and Players Award, Drama Magazine Award och Samuel Beckett Award och blev en internationell framgång. Den filmades 1987 i regi av Alan Clarke. En annan av Jim Cartwrights pjäser som filmats är The Rice and Fall of Little Voice. Little Voice, som filmversionen hette, hade premiär 1998 och regisserades av Mark Herman med Michael Caine och Brenda Blethyn. Scenversionen vann Evening Standard Award och Laurence Olivier Award. 2015 vann RAZ Fringe First Award på Edinburgh Festival Fringe. Jim Cartwrights pjäser har översatts till mer än 35 språk.

## Uppsättningar i Sverige
Fem av Jim Cartwrights pjäser har spelats i Sverige.
- Road / Gata

Road utspelar sig i en nordengelsk stad där kolgruvan lagts ner. Gatan närmast slagghögarna är så förfallen att den saknar namn, av gatuskylten återstår bara den sista delen Road. Pjäsen är en skildring av den förnedring som den sociala nedrustningspolitiken utsatt människorna för. Människorna på gatan är sjaskiga och har inte mycket värdighet att förlora. Jim Cartwright har i flera av sina pjäser återvänt till att skildra människor som befinner sig i samhällets utkanter.
Road hade svensk premiär 1988, under originalnamnet, på Tur-teatern i översättning av Johan Huldt, Olof Willgren och Mona-Lis Hässelbäck och regi av Olof Willgren. Medverkande bland andra Lena Granhagen. 1992 spelades Gata (Road) in av Radioteatern i översättning och regi av Britt Edwall. Bland andra medverkade Per Sandberg, Siv Ericks, Pia Johansson, Rikard Wolff, Margaretha Krook och Anders Ekborg. På Teater Galeasen 1993 kallades pjäsen Gatan. Föreställningen regisserades av Rickard Günther, Galeasen använde Tur-teaterns översättning. Bland andra medverkade Ingela Olsson, Lena B. Eriksson och Mikael Persbrandt.
- Happy Hour / Par

1992 hade Par (Two) svensk premiär på Galeasen i översättning och regi av Jörgen Bergmark. Samma år spelades samma översättning med titeln Happy Hour på Mosebacke etablissement i regi av Judith Hollander och med Kim Anderzon och Krister Henriksson i rollerna. Two har även översatts av Ragnar Strömberg. Den översättningen spelades av Dalateatern 1995 i regi av Martin Lindberg. Senare har Two spelats under flera namn på svenska teatrar.
- Stjärnan i det blå / Stjärnfall

Stjärnan i det blå (The Rice and Fall of Little Voice) hade svensk premiär 1994 på Göteborgs stadsteater. Pjäsen översattes av Ragnar Strömberg, regi Joachim Siegård och med bland andra Shanti Roney. 1995 spelades den av Riksteatern under titeln Stjärnfall, översättning Leif Janzon, regi Rickard Günther.
- Säng

1995 spelades Säng (Bed) av Teater Normlösa i Stockholm. Pjäsen var översatt av Barbro Carlberg och Francisca von Born regisserade.
- Jag kysste hennes deodorant

2001 sattes Jag kysste hennes deodorant (I Licked A Slag's Deodorant) upp av Teater Galeasen i översättning av Einar Heckscher, i regi av Krister Henriksson och med Leif Andrée och Ingela Olsson i rollerna.

## Dramatik
- 1986 Road - Royal Court Theatre, London, regi Simon Curtis
- 1988 Bed - Royal National Theatre, regi Julia Bardsley
- 1989 Two - Young Vic Theatre, regi Andy Hay
- 1990 Baths - Octagon Theatre, Bolton, regi Andy Hay
- 1991 Eight Miles High - Octagon Theatre, regi Andy Hay
- 1992 The Rise and Fall of Little Voice - Royal National Theatre, regi Sam Mendes
- 1996 I Licked A Slag's Deodorant - The Ambassadors Theatre, regi Jim Cartwright
- 1999  Prize Night - Royal Exchange Theatre, regi Greg Hersov
- 2000 Hard Fruit - Royal Court Theatre, regi James Mcdonald
- 2012 A Christmas Fair - Milton Rooms, regi Nick Bagnal
- 2014 Mobile Phone Show - Royal National Theatre, regi Nicky Lander
- 2015 The Ancient Secret of Youth and the Five Tibetans - Octagon Theatre, regi David Thacker